# Confédération des syndicats professionnels français
La Confédération des syndicats professionnels français (CSPF) est une organisation syndicale ouvrière fondée en 1936 par les militants du Parti social français. Elle se réclamait d'un syndicalisme de collaboration contre le syndicalisme de la lutte des classes.

## Historique
Le 5 juin 1936, un bureau d'études syndicales est créé au sein des Croix-de-feu dans le but de former dans chaque usine des syndicats inspirés par les principes du mouvement. Des unions fédérales sont créées et le 8 janvier 1937 une assemblée constitutive de la Confédération des syndicats professionnels français a lieu, qui nomme Vitrac comme son secrétaire général. La CSPF décide de s'organiser en branches professionnelles qui compléteraient les unions fédérales régionales, elle lance aussi à partir de juillet 1937 un journal confédéral, SPF qui a été publié jusqu'en 1939. Pour son activité de propagande, la CSPF bénéficie vraisemblablement de l'aide du Petit Journal devenu la propriété du colonel de La Rocque, le président du Parti social français.

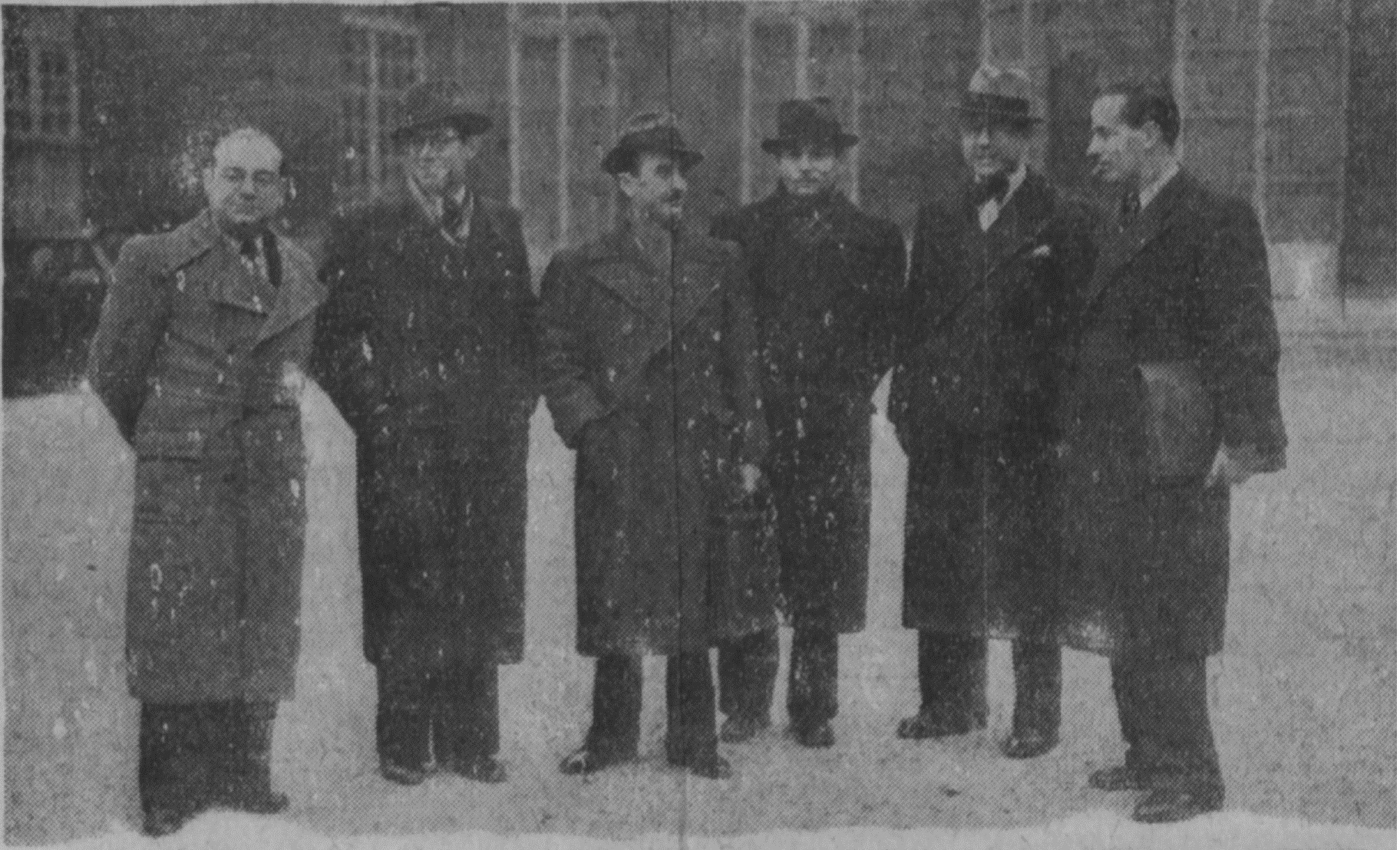
Membres du bureau confédéral de la CSPF, sortant d'une réunion avec le ministre Frossard à l'Hôtel Matignon, 18 février 1938.

La CSPF revendique rapidement plus d'un demi-million d'adhérents, l'existence de trente-deux fédérations professionnelles et une présence dans soixante-quinze départements, elle aurait signé 1 750 conventions collectives au total. Elle proclame être la deuxième organisation syndicale, derrière la CGT, alors réunie, et devant la CFTC. Cependant, malgré une présence réelle dans certains secteurs (alimentation, chimie, pharmacie, commerce, assurance) et dans certaines catégories de personnel, notamment la maîtrise, elle n'arrive pas à se faire reconnaître par les autres organisations syndicales ni par le gouvernement, et les autorités catholiques exhortent les travailleurs catholiques à rejoindre la CFTC, sans pour autant condamner la CSPF.

Lors des grèves de 1938, la CSPF peut alors réaffirmer ses principes  de collaboration en dénonçant le caractère politique des grèves et en s'opposant à l'occupation des locaux. Au nom de l'intérêt économique du pays, elle se félicitent des mesures de Daladier et Reynaud qui réduisent les avancées sociales du Front populaire. Lors de son congrès de septembre 1938, la CSPF défend une politique d'allocations familiales, un plus grand contrôle des "chômeurs professionnels" et un contingentement plus strict des travailleurs étrangers. Mais elle s'oppose cependant aux mesures voulant revenir sur la semaine de quarante heures. Lors de la déclaration de guerre, l'activité de la CSPF cesse quasi totalement. 
La Confédération est dissoute en novembre 1940 par un décret du régime de Vichy, à l'instar de la CGT et de la CFTC, mais aussi du principal syndicat patronal et de deux fédérations patronales,. Sous l'Occupation, les dirigeants des SPF cherchent à maintenir l'activité du mouvement et trois d'entre eux sont désignés membres du Conseil national (gouvernement de Vichy) (Vitrac, Mignon, Puel).
Après guerre, certains de ses militants se retrouvent dans la Confédération générale des syndicats indépendants.